# Sophia Antipolis

Sophia Antipolis és un parc tecnològic situat al nord-oest d'Antíbol i al sud-oest de Niça, al sud de França, a la Riviera francesa.
Antípolis és el nom grec antic de la ciutat d'Antibes, i el nom de Sofia fa referència a la deessa de la saviesa. Fundat l'any 1970, el parc tecnològic acull unes 1.300 empreses, principalment dels sectors informàtic, electrònic, farmacèutic i biotecnològic, i treballa estretament amb la Université Côte-d'Azur. La zona té més de 9.000 habitants i abasta una superfície de 2.400 hectàrees als municipis d'Antíbol, Biot, Valàuria, Vaubona i Mogins.
L'Institut Europeu de Normes de Telecomunicacions té la seu a Sophia Antipolis.